# 1-й украинский полк имени Холодного Яра
1-й украинский полк имени Холодного Яра (укр. 1-й український полк ім. Холодного Яру) — военизированная организация, созданная в г. Ровно украинскими националистами из ОУН(б) после вторжения немецкой армии в СССР в 1941 году. Осенью 1941 года преобразован в 365-й Восточный учебный батальон 5-го полевого учебного полка Вермахта.

## Предыстория
Вскоре после вторжения нацистской Германии в СССР, руководство ОУН(б) во главе с Я. Стецьком обнародовало 30 июня 1941 года во Львове "Акт восстановления Украинской Державы".
В нём, в частности, указывалось следующее:

Возрождающееся Украинское Государство будет тесно взаимодействовать с Национал-Социалистической Великой Германией, которая под руководством своего Вождя Адольфа ГИТЛЕРА создаёт новый порядок в Европе и в мире и помогает Украинскому Народу освободиться из-под московской оккупации.
Украинская Национальная Революционная Армия, которая создаётся на украинской земле, будет бороться дальше с СОЮЗНОЙ НЕМЕЦКОЙ АРМИЕЙ против московской оккупации за Суверенное Соборное Государство и новый порядок во всём мире.
Оригинальный текст (укр.)Відновлена Українська Держава буде тісно співдіяти з Націонал-Соціялістичною Велико-Німеччиною, що під проводом Адольфа Гітлера творить новий лад в Європі й світі та допомагає українському народові визволитися з-під московської окупації.

Українська Національна-Революційна Армія, що творитисьме на українській землі, боротисьме дальше спільно з союзною німецькою армією проти московської окупації за Суверенну Соборну Українську Державу і новий лад у цілому світі.

В рамках создания упоминаемой в Акте Украинской национально-революционной армии (УНРА), которая должна была помогать национал-социалистической Германии насаждать «Новый порядок» во всём мире, руководством ОУН(б), в частности, предполагалось создание «1-го Украинского корпуса имени Холодного Яра». Корпус предполагалось назвать по сакральной для украинских националистов местности, описанной в художественной книге Горлиса-Горского «Холодный Яр».

## Полк УНРА
«1-й украинский батальон имени Холодного Яра» (укр. 1-й український курінь ім. Холодного Яру) был создан в Ровно в июле 1941 года под руководством ровенского областного руководителя ОУН(б) Каминского. Он же стал и его командиром. Начальником штаба был назначен имеющий военный опыт (ранее служил на командных должностях в русской императорской армии и армии УНР) Леонид Ступницкий. Адъютантом штаба стал функционер ОУН(б) Крысько, а инструкторами, занимавшимися обучением новобранцев — Фёдорович, Сирко, Цинк и Мельник. Первоначально батальон насчитывал 120 человек, и располагался в одном из домов в центре Ровно.
В августе батальон был развернут в полк, состоящий из двух батальонов, по четыре роты в каждом. В роте было 100—130 человек. При полку были созданы хозяйственные подразделения, в том числе швейная мастерская, которая обеспечила подразделение формой, созданной по образу и подобию формы армии УНР. Осенью 1941 года, вследствие продемонстрированного немецкими властями негативного отношения к идее «Украинского государства», и, как следствие, к украинской армии, полк был переформатирован националистами в школу «украинской народной милиции». Качинский отстранился от командования, и комендантом школы стал Ступницкий. Однако в ноябре «украинская милиция» была распущена, и вместо неё организована охранная полиция (шуцманшафт).

## Учебный батальон вермахта
В декабре на базе школы украинской милиции был сформирован 365-й Восточный учебный батальон 5-го полевого учебного полка Вермахта (нем. 5. Feldausbildungs-Regiment). Батальон состоял из четырёх рот и кавалерийского эскадрона. В роты, кроме украинских командиров, были назначены немецкие офицеры надзора. Батальон готовил кадры для немецких антипартизанских подразделений. По состоянию на январь 1942 года личный состав батальона был пополнен местными жителями и военнопленными, и его численность была доведена до 850 человек. Одна из рот была полностью укомплектована белорусами. Кроме обучения, курсанты школы занимались охраной различных объектов в городе, в том числе военных складов, и конвоированием военнопленных. В апреле 1942 года из-за массового дезертирства три роты были расформированы, а их личный состав отправлен в Новоград-Волынский. В Ровно осталась только одна рота, которая в течение года использовалась, как охранное подразделение, после чего тоже была расформирована.
Небольшая часть командного и рядового состава школы украинской милиции, после расформирования школы в декабре 1941 года, пошли на службу не в учебный батальон вермахта, а в новосозданную команду противопожарной охраны (нем. Feuerschutzmannschaft). Возглавил команду Ступницкий. В 1942 году он стал комендантом ровенской полицейской школы, в каковой должности и проработал до марта 1943 года, после чего по приказу руководства ОУН(б) перешёл в УПА.